# Spedizione di Jameson
La spedizione di Jameson (29 dicembre 1895 - 2 gennaio 1896) fu una fallita operazione militare, condotta intorno al capodanno del 1896 dallo statista coloniale britannico Leander Starr Jameson, unitamente ai corpi di polizia privata della Rhodesia e del Bechuanaland, contro la Repubblica del Transvaal del presidente Paul Kruger.
Suo scopo era provocare la sollevazione degli uitlanders, cioè i lavoratori stranieri, principalmente britannici, immigrati nel Transvaal, ma limitati nei loro diritti dal governo boero. Ci si aspettava infatti che il Comitato di Riforma di Johannesburg (noto anche come "i cospiratori di Johannesburg") reclutasse fra loro un esercito e si preparasse all'insurrezione, cosa che però non avvenne. Anche se il raid ebbe un esito fallimentare sotto questo punto di vista, esso si rivelò un fattore scatenante sia della seconda guerra matabele (1896-1897), che della seconda guerra boera (1899-1902).

## Presupposti politici ed economici
Sul finire dell'Ottocento il territorio che oggi chiamiamo Sudafrica non costituiva un'unica nazione, ma era suddiviso in quattro entità politiche: due colonie britanniche (la Colonia del Capo e il Natal) e due repubbliche boere (lo Stato Libero dell'Orange e la Repubblica Sudafricana, più comunemente chiamata Transvaal).

### Colonie e repubbliche
Il Capo - più specificamente la modesta area intorno all'attuale Città del Capo - fu il primo territorio sudafricano a essere colonizzato dagli europei: nel 1652 la Compagnia olandese delle Indie occidentali vi trasportò i primi immigranti olandesi che crearono gli iniziali insediamenti agricoli e che i loro discendenti (i boeri) nei successivi 150 anni ebbero modo di consolidare mentre andavano occupando sempre nuove terre a nord e soprattutto ad est.
All'inizio dell'Ottocento la potenza olandese si era ormai dissolta e nel 1806 la Gran Bretagna s'impadronì della Colonia del Capo per evitare che cadesse nelle mani di Napoleone e per assicurarsi il controllo delle importanti rotte commerciali verso l'Estremo Oriente; l'occupazione inglese venne poi riconosciuta e ratificata anche formalmente dal Congresso di Vienna nel 1815.
Gran parte della comunità boera era però ostile al dominio britannico e ai suoi nuovi ordinamenti, in particolare ai provvedimenti contro lo schiavismo. Nel 1828 le autorità britanniche approvarono una legislazione che garantiva un trattamento ugualitario per tutti, indipendentemente dalla rispettiva razza; nel 1830 una nuova ordinanza impose pene severe per le crudeltà sugli schiavi; nel 1834 la schiavitù venne infine abolita. Queste misure si scontrarono con l'opposizione dei boeri, che ritenevano indispensabile il lavoro degli schiavi nelle loro fattorie e giudicarono insufficienti le compensazioni concesse ai proprietari di schiavi per la loro emancipazione e il relativo metodo di pagamento. Il risentimento culminò nel ventennio 1830-1850 con una migrazione di massa dei boeri (passata alla storia come Die Groot Trek, ovvero "la grande marcia" o Grande Trek) verso l'allora inesplorata frontiera orientale, nella speranza di sfuggire al controllo britannico.

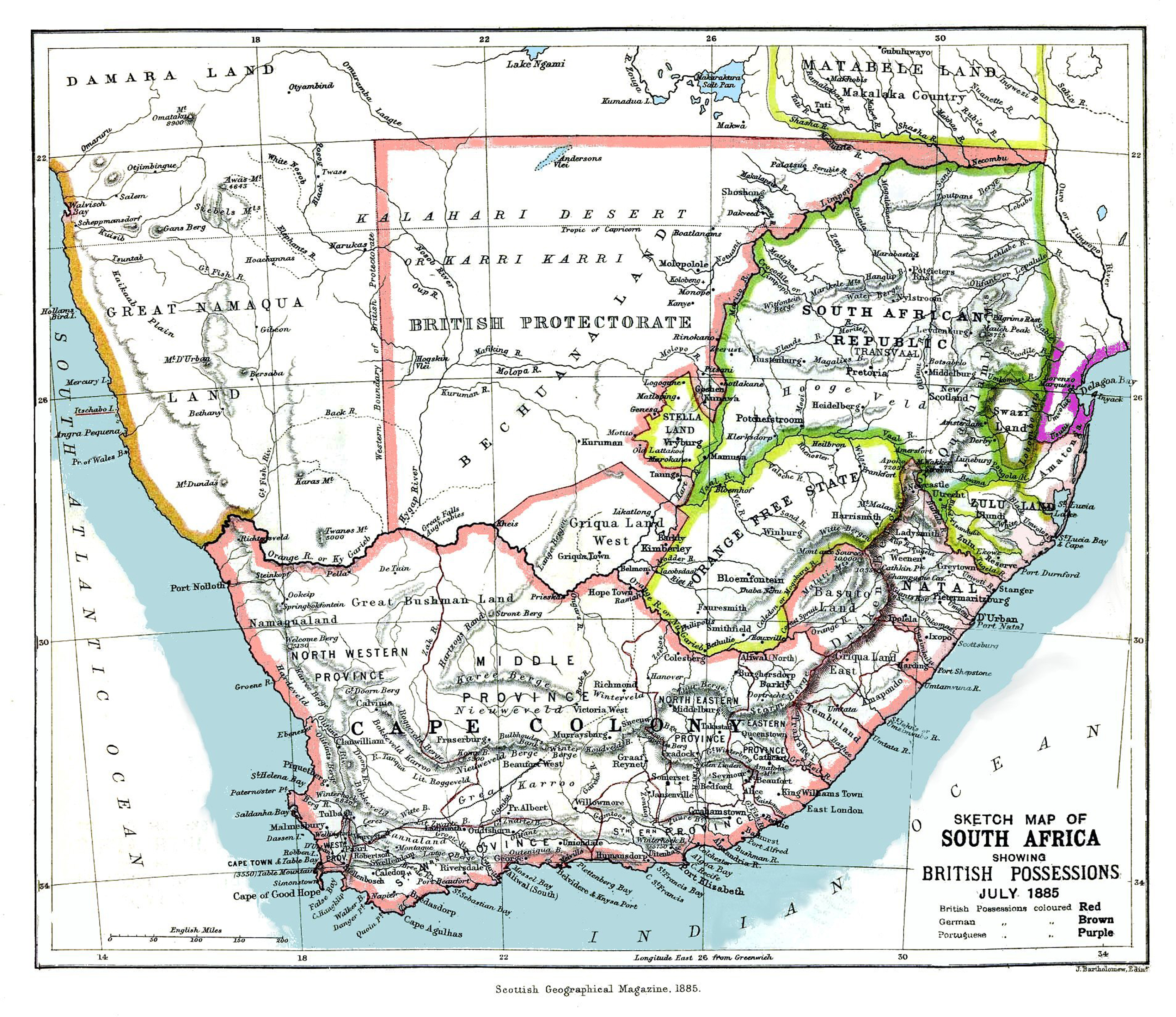
Carta del Sudafrica del 1885.

Non tutti i boeri della Colonia del Capo parteciparono alla "grande marcia" e in pochi si mossero dalla regione occidentale. Furono piuttosto i voortrekkers, cioè i trekboers (pastori seminomadi) e i grensboere (coloni di confine) della regione orientale, da sempre in prima linea nell'espansione verso est, a spostarsi ancora più ad oriente; qui nel 1839 fondarono la Repubblica di Natalia, subito osteggiata, invasa e annessa dopo soli quattro anni dai britannici che ne fecero la Colonia del Natal. Successivamente, altri gruppi di voortrekkers si spostarono più a nord, stabilendosi oltre i fiumi Vaal (Repubblica del Transvaal, 1848) e Orange (Stato Libero dell'Orange, 1854). La Gran Bretagna cercò di opporsi con la forza a queste espansioni ma, dopo alcuni tentativi di annessione non riusciti, fu costretta a riconoscerne l'indipendenza (del Transvaal nel 1852 e dello Stato Libero dell'Orange nel 1854).
Un nuovo tentativo di annessione del Transvaal (12 aprile 1877) portò alla prima guerra anglo-boera (1880-1881): con il trattato di Pretoria prima (1881) e la convenzione di Londra poi (1884), gli inglesi, sconfitti, accettarono di ripristinare l'autogoverno del Transvaal, sotto una teorica supervisione britannica.

### Economia
Nonostante gli aspri scontri e le divisioni politiche, i quattro territori sudafricani erano fortemente legati e interdipendenti l'uno dall'altro. In effetti erano stati popolati tutti da emigranti europei o dai loro discendenti. La Colonia del Capo, il paese più esteso e antico, era anche superiore dal punto di vista economico, culturale e sociale, dato che le popolazioni del Natal e delle due repubbliche boere erano formate principalmente da coloni dediti alla pastorizia, a un'agricoltura di sussistenza e poco di più.
Questa semplice dinamica economica fu sconvolta a partire dal 1869, quando vennero scoperti vasti giacimenti di diamanti nel Griqualand West, la regione intorno all'attuale Kimberley, storicamente sottoposta all'autorità dello Stato Libero dell'Orange. Nondimeno il governo coloniale del Capo, assistito dal governo britannico, riuscì ad annettersi quel territorio ottenendo così il controllo della sua enorme ricchezza mineraria.

### La scoperta dell'oro
Nel 1886 un filone d'oro venne scoperto nel Witwatersrand, l'area nei dintorni della moderna Johannesburg, e le ricerche svolte nella zona riscontrarono giacimenti enormi. Dall'oggi al domani quella scoperta rese il Transvaal lo stato più ricco e virtualmente anche il più potente di tutta l'Africa meridionale (e forse anche il più corrotto), ma la corsa all'oro portò nella regione un numero spropositato di uitlanders, soprattutto di origine britannica, in cerca di lavoro e di fortuna: nel 1896 erano circa 60 000, esattamente il doppio dei circa 30 000 boeri maschi con diritto di voto.

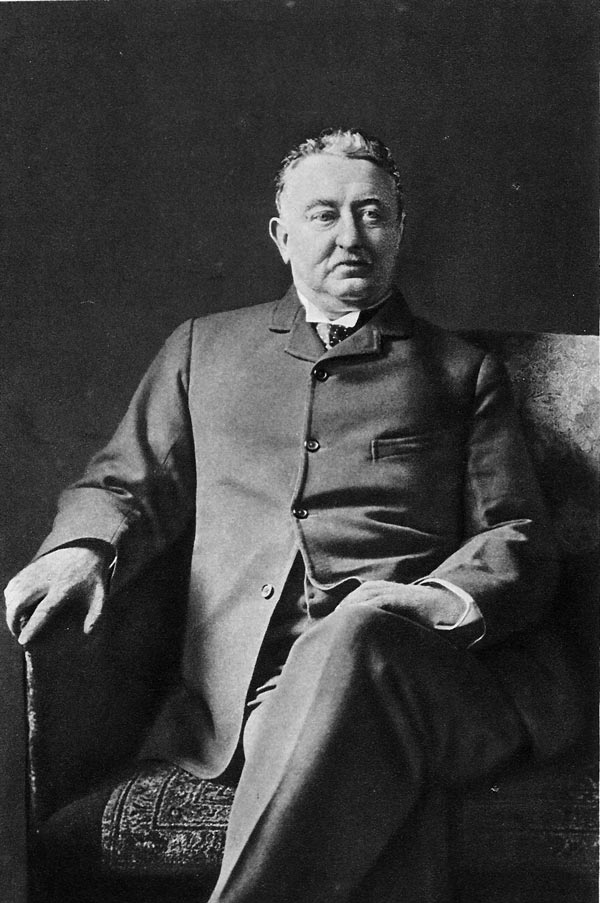
Cecil Rhodes, primo ministro della Colonia del Capo dal 1890 al 1896 e ideatore del Jameson Raid.

Di fronte a tale situazione, temendo di perdere l'indipendenza e diventare una colonia britannica, il governo boero del Transvaal adottò provvedimenti restrittivi nei confronti degli immigrati (stabilendo ad esempio un lungo periodo di residenza prima di poter ottenere l'affrancamento e il diritto di voto) e tassò pesantemente la nascente industria mineraria. Ciò provocò un crescente malcontento fra gli uitlanders e qualcuno di loro a Johannesburg, città uitlander per eccellenza, iniziò a preparare un'insurrezione per rovesciare il governo boero.

### Il progetto di Cecil Rhodes

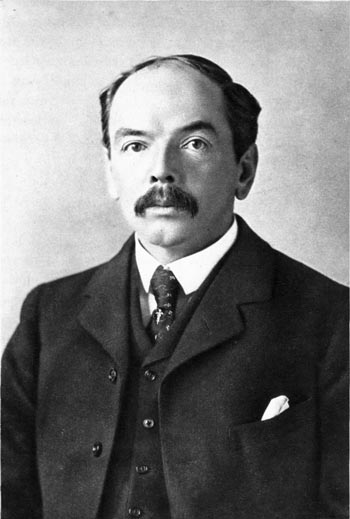
Il dottor Leander Starr Jameson.

Cecil Rhodes, allora governatore della Colonia del Capo, progettò di incorporare anche il Transvaal e lo Stato Libero dell'Orange per formare un'unica federazione sotto il controllo britannico. Straordinario uomo d'affari, ricchissimo e senza scrupoli, Rhodes aveva investito gran parte del suo denaro in concessioni minerarie per l'estrazione dei diamanti a Kimberley, dando vita nel 1888 alla multinazionale De Beers (che allora controllava il 90% del mercato mondiale dei diamanti) e ora intendeva espandersi anche in quello dell'oro. A tale scopo Rhodes ricoprì un ruolo fondamentale nel fomentare le proteste degli uitlanders del Transvaal e, a metà del 1895, pianificò una spedizione armata che, dalla "sua" Rhodesia, avrebbe puntato su Johannesburg per "ristabilirvi l'ordine" durante una contemporanea insurrezione degli uitlanders contro il governo boero. Il "controllo" su Johannesburg avrebbe comportato di conseguenza anche il controllo sulle sue miniere d'oro.
Il raid venne rimandato a causa delle esitazioni dei capi uitlanders; nondimeno, per ordine di Rhodes, a novembre un contingente armato venne dislocato nella Striscia di Pitsani (una porzione esigua del Protettorato del Bechuanaland ma strategicamente importante perché situata proprio al confine con il Transvaal) allo scopo di poter intervenire rapidamente al momento della sommossa. Il contingente fu posto sotto il comando di Leander Starr Jameson, un noto medico di origine scozzese, divenuto amministratore generale (con Rhodes presidente) della Società Commerciale per il Matabeleland. Le sue forze erano costituite da circa 600 uomini, per due terzi provenienti dalla Polizia a cavallo del Matabeleland, a cui si sarebbe aggiunto un centinaio di guardie di frontiera del Matabeleland agli ordini del colonnello Raleigh Grey, e per il resto da volontari, tutti equipaggiati con fucili, otto o forse sedici mitragliatrici Maxim e dai tre agli undici pezzi di artiglieria leggera.

## Lo svolgimento

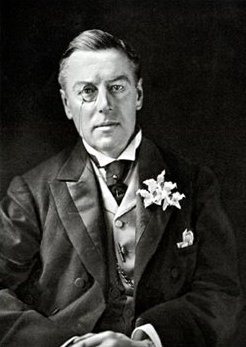
Il ministro per le colonie britannico Joseph Chamberlain.

Mentre Jameson attendeva la notizia dello scoppio dell'insurrezione per dare il via all'esecuzione del progetto, a Johannesburg sorsero disparità di vedute fra il Comitato di Riforma e gli uitlanders sulla forma di governo da adottare dopo il colpo di stato. L'attesa quindi si protrasse ulteriormente, ma Jameson, frustrato dai continui rinvii e dalla necessità di gestire e mantenere in allerta i suoi uomini, decise di muoversi comunque, nella convinzione che la sua iniziativa sarebbe riuscita a spingere all'azione anche gli uitlanders più riluttanti. Sabato 28 dicembre inviò un telegramma a Rhodes avvisandolo delle proprie intenzioni («A meno di contrordini, ci muoveremo domani sera») e ribadendole l'indomani («Stasera partiremo per il Transvaal»). In realtà la trasmissione del primo telegramma fu rinviata e vennero spediti entrambi la domenica ma, poche ore dopo, i suoi uomini tagliarono i fili del telegrafo isolando di fatto il contingente che, intorno alle 19, lasciò il campo dirigendosi verso il confine con il Transvaal. Alle 6 del mattino seguente s'incontrarono a Malmani, già oltre il confine, con gli squadroni del colonnello Grey, e insieme puntarono su Johannesburg, che intendevano raggiungere in tre giorni di marcia forzata prima che i commando boeri potessero mobilitarsi.
Il ministro per le colonie britannico Joseph Chamberlain venne informato dell'operazione in corso nel Transvaal martedì 31 dicembre (l'ultimo giorno dell'anno, comunque, la notizia era sui giornali di mezzo mondo) e, benché avesse condiviso con Rhodes gli obiettivi finali del raid, rimase imbarazzato dalla scelta dei modi e dei tempi dell'invasione dai quali traspariva l'intenzione inglese di rovesciare il governo boero per annettersi il Transvaal. Dopo aver sottolineato che «se avrà successo, mi rovinerà. Vado a Londra per sventarla», ordinò al governatore generale della Colonia del Capo, sir Hercules Robinson, di ripudiare l'azione di Jameson e avvertì Rhodes che l'accordo con la sua Società Commerciale sarebbe stato in pericolo se si fosse scoperto che il primo ministro del Capo era coinvolto nel raid. Chamberlain istruì quindi i rappresentanti britannici locali di avvertire i propri coloni di non offrire alcun aiuto al raid.
Anche se gli uomini di Jameson avevano interrotto tutte le comunicazioni telegrafiche, per errore tagliarono i fili di una recinzione anziché quelli del telegrafo verso Pretoria, dove la notizia della loro incursione poté così giungere molto rapidamente. Di conseguenza il loro contingente militare fu tenuto sotto costante controllo dalle forze boere fin dal momento in cui attraversò il confine. La prima manifestazione di resistenza avvenne però solo all'alba di mercoledì 1º gennaio, quando ebbe luogo un breve scontro a fuoco con gli avamposti boeri. Verso mezzogiorno la milizia di Jameson era avanzata di circa 35 chilometri fino a Krugersdorp, dove una piccola forza di soldati boeri aveva bloccato la strada per Johannesburg con trincee e opere di difesa. Lo squadrone di Jameson impiegò diverse ore a scambiare colpi con gli avversari, perdendo diversi uomini e molti cavalli nella scaramuccia finché, verso sera, ripiegò a sud-est tentando di prendere sul fianco le forze boere. Queste se ne resero conto nel corso della notte, cosicché giovedì 2 gennaio alle prime luci del giorno, quando Jameson raggiunse Doornkop, trovò ad attenderlo un imponente spiegamento di soldati boeri equipaggiati anche con qualche pezzo di artiglieria. I suoi incursori, pur affaticati, diedero battaglia ma, dopo aver perso una trentina di uomini, Jameson comprese che la sua situazione era insostenibile e si arrese al comandante Piet Cronje.

## Esiti e conseguenze

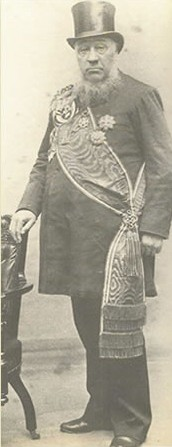
Paul Kruger, presidente della Repubblica del Transvaal.

I partecipanti al raid furono incarcerati a Pretoria ma, in seguito alle trattative con il governatore della Colonia del Capo Hercules Robinson, il governo boero (che venne indennizzato con quasi un milione di sterline pagato dalla Compagnia Britannica del Sudafrica di Cecil Rhodes) consegnò i prigionieri britannici alle autorità inglesi per il processo, che si tenne a Londra. Venerdì 3 gennaio, però, il kaiser Guglielmo II di Germania inviò un telegramma di congratulazioni (rimasto celebre come il "telegramma di Kruger") al presidente Paul Kruger e al governo del Transvaal per il loro successo nello sventare «l'attacco di bande armate» «con le proprie forze», «senza ricorrere all'aiuto di potenze amiche», alludendo con queste parole al possibile sostegno della Germania. La notizia provocò sulla stampa e nell'opinione pubblica britannica un'ondata di violenti sentimenti anti-germanici. Il dottor Jameson fu pertanto idolatrato sia dalla società che dai giornali londinesi, infiammati da un'esasperata ostilità contro i boeri e contro i tedeschi in un irrefrenabile impeto di sciovinismo. Jameson finì per essere condannato a soli 15 mesi di carcere per aver guidato il raid e scontò la pena nella prigione di Holloway.
Per aver cospirato con Jameson, i membri del Comitato di Riforma di Johannesburg, compresi il colonnello Frank Rhodes (fratello maggiore di Cecil) e John Hays Hammond (l'ingegnere minerario responsabile dei successi finanziari delle miniere di Cecil Rhodes), furono imprigionati in condizioni deplorevoli, ritenuti colpevoli di alto tradimento e condannati a morte per impiccagione. La sentenza fu poi commutata in 15 anni di prigione e, nel giugno del 1896, tutti i membri sopravvissuti del Comitato furono rilasciati dietro pagamento di multe salate. Come ulteriore punizione per il sostegno fornito a Jameson, il pluridecorato colonnello Rhodes fu posto in pensione dall'esercito britannico ed escluso da qualsiasi partecipazione diretta alle questioni militari. Dopo il suo rilascio dalla prigione il colonnello Rhodes si unì immediatamente al fratello Cecil e alla Compagnia Britannica del Sudafrica nella Seconda guerra matabele (1896-1897) allora in corso a nord del Transvaal.
Dopo oltre due anni di processi, commissioni parlamentari, dibattiti, inchieste, discorsi di politici e di avvocati a Pretoria, Città del Capo e Londra, solo due pubblici ufficiali (sir Graham Bower e sir Francis Newton) furono sanzionati ed ebbero la carriera rovinata; alcuni militari furono imprigionati per pochi anni; la brillante carriera politica di Cecil Rhodes nella Colonia del Capo fu sensibilmente abbreviata (nel 1896 fu costretto a dimettersi dalla carica di primo ministro); Joseph Chamberlain sopravvisse pressoché indenne, anche se il suo ruolo non fu mai completamente chiarito agli occhi della pubblica opinione.

### La seconda guerra matabele

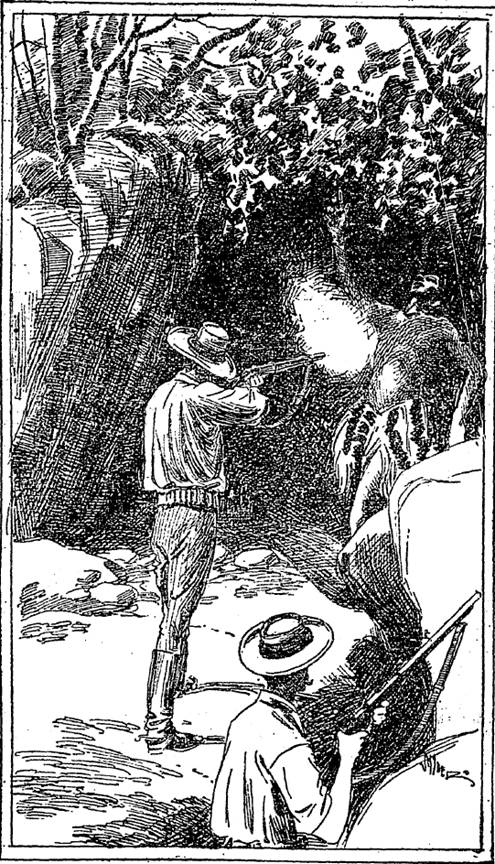
L'uccisione dello stregone e profeta Mlimo, il principale responsabile della rivolta matabele.

Nel Matabeleland il raid di Jameson aveva privato la Compagnia Britannica del Sudafrica di molte delle sue truppe, rendendo così quel territorio particolarmente vulnerabile. Puntando proprio su tale debolezza e su una diffusa avversione nei confronti della Compagnia (ritenuta responsabile della siccità, dell'invasione di locuste e della peste bovina che stavano devastando il paese), gli Ndebele si ribellarono nel mese di marzo del 1896 in quella che oggi viene celebrata nello Zimbabwe come la "prima guerra d'indipendenza" o la "prima chimurenga" (vale a dire, la "prima lotta di liberazione"), ma è più conosciuta nel resto del mondo come la Seconda guerra matabele.
Nel corso delle settimane iniziali della rivolta, cui si erano subito uniti anche gli Shona, centinaia di coloni europei furono massacrati e molti di più sarebbero caduti nel successivo anno e mezzo. Con poche truppe a loro difesa e senza possibilità di aiuti esterni, i coloni cercarono rifugio nella città di Bulawayo, al cui centro realizzarono frettolosamente un accampamento fortificato con carri riempiti di sacchi di sabbia sul tipo dei laager. Qui resistettero per oltre un mese, finché a maggio giunsero le prime colonne inglesi di soccorso che spezzarono l'assedio di circa 10 000 Ndebele intorno alla città. A quel punto le parti si invertirono e circa 50 000 Ndebele si arroccarono sulle vicine Matobo Hills, che per oltre quindici mesi divennero lo scenario dei continui e feroci scontri fra gli indigeni e le pattuglie a cavallo organizzate dai coloni e poste agli ordini di Frederick Russell Burnham, Robert Baden-Powell e Frederick Selous. Soltanto nell'ottobre del 1897 Ndebele e Shona deporranno infine le armi.

### Il successo politico di Jameson

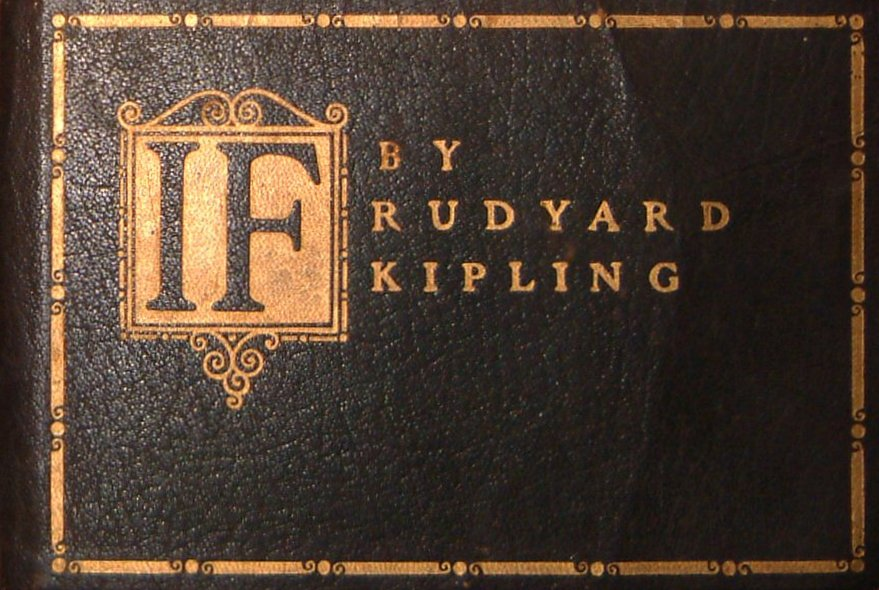
Copertina della poesia di Rudyard Kipling If (Se), Garden City (NY), Doubleday, Page & Company, 1910.

Nonostante il fallimento, la sua spedizione fruttò a Jameson rispetto, onori e una carriera politica di successo. Tornato infatti in Sudafrica, nel 1903 balzò alla ribalta come leader del Partito Progressista Britannico e, vinte le elezioni, divenne primo ministro della Colonia del Capo dal 1904 al 1908 alla testa di un governo composto unicamente da politici inglesi. In seguito fu leader del Partito Unionista del Sudafrica dalla sua fondazione nel 1910 fino al 1912. Creato baronetto nel 1911, ritornò in Inghilterra nel 1912. Alla sua morte, avvenuta nel 1917, fu sepolto nel cimitero londinese di Kensal Green e, dopo la prima guerra mondiale, trasportato in Rhodesia e tumulato accanto a Cecil Rhodes e ai soldati del 34º Reggimento BSAC (British South African Constabulary) sulle Matobo Hills, nei pressi di Bulawayo.
Stando allo stesso Rudyard Kipling, la sua poesia Se (If), tanto celebre da venir tradotta in una trentina di lingue, fu scritta in onore di Jameson per celebrarne le qualità personali nell'affrontare e superare le difficoltà connesse al raid. La spedizione nel Transvaal è ricordata in alcune strofe della poesia, come ad esempio nella terza: «Se puoi fare un solo mucchio di tutte le tue fortune / e rischiarlo in un unico lancio a testa e croce, / e perdere, e ricominciare dal principio / e non dire mai una parola sulla tua perdita». Dato che Jameson fu molto discreto circa il coinvolgimento del governo britannico, soprattutto di Chamberlain, nel raid e si addossò la colpa dell'intera faccenda, sembra che anche i versi iniziali della poesia - «Se riesci a tenere la testa a posto quando tutti intorno a te / L'hanno persa e danno la colpa a te» - vadano intesi come un richiamo al suo coraggio e al suo dignitoso silenzio.

### Le relazioni anglo-boere

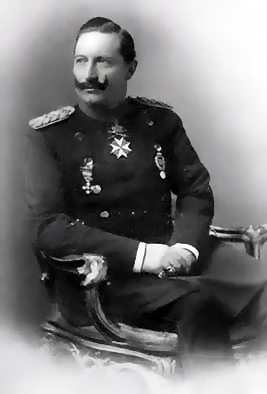
Il kaiser Guglielmo II.

Il Jameson Raid portò le relazioni anglo-boere a un pericoloso livello di tensione e il reciproco risentimento si acuì ulteriormente a causa del famigerato "telegramma di Kruger", inviato dal kaiser Guglielmo II di Germania al presidente e al governo del Transvaal. In esso l'imperatore tedesco si congratulava "sinceramente" con Paul Kruger per la sconfitta degli incursori di Jameson, facendo trapelare un riconoscimento della repubblica boera e un'offerta di sostegno. Se il kaiser era già inviso di per sé agli inglesi per i suoi sentimenti anti-britannici, all'epoca l'ostilità fra il Secondo Reich e la Gran Bretagna si era accentuata per via della corsa agli armamenti navali che stava interessando entrambe le nazioni. Di conseguenza, il telegramma tedesco allarmò e irritò ulteriormente i britannici.
Il Transvaal iniziò ad importare grosse quantità di armi e nel 1897 firmò un'alleanza con lo Stato Libero dell'Orange. Lo statista sudafricano Jan Christiaan Smuts scrisse nel 1906: «Il Jameson Raid rappresentò una vera e propria dichiarazione di guerra ... nonostante i quattro anni di tregua che lo seguirono ... gli aggressori consolidarono la loro alleanza ... i difensori, d'altro canto, silenziosamente e risolutamente si prepararono all'inevitabile».
Joseph Chamberlain condannò ufficialmente il raid nonostante in precedenza avesse approvato i piani di Rhodes di inviare assistenza armata nel caso di una sollevazione degli uitlanders a Johannesburg. A Londra, sia pure con qualche rara condanna o critica da parte della stampa, la maggior parte dei giornali sfruttò l'episodio come un'occasione per alimentare i sentimenti anti-boeri dei propri lettori e Jameson con i suoi incursori finirono con l'essere considerati quasi come degli eroi pubblici. D'altro canto Chamberlain salutò con favore l'escalation militare da parte del Transvaal - e con essa l'avvicinarsi della crisi diplomatica - vedendo nella guerra sempre più imminente la possibilità di annettere all'impero britannico i due stati boeri.

## Valutazioni moderne
Le riflessioni e le ricerche sulla vera natura dei retroscena della spedizione di Jameson sono continuate per oltre un secolo dopo i fatti e proseguono tuttora. Fino ad oggi gli eventi intorno al coinvolgimento di Jameson nell'omonimo raid, essendo in certo qual modo estranei alla precedente storia del personaggio e al resto della sua vita, compresa la sua successiva e fortunata carriera politica, lasciano ancora perplessi gli storici che, nello sforzo di chiarire natura e motivazioni degli avvenimenti, hanno avanzato nuove ipotesi interpretative. Ad esempio Deryck Marshall Schreuder e Jeffrey Butler, nel loro saggio del 2002 (op. cit), hanno fornito ulteriori testimonianze del fatto che le accuse e l'incarcerazione degli uomini di Jameson all'atto del processo furono ingiuste, convalidando così le recenti analisi storiche che le considerano come una calcolata manovra politica da parte di Joseph Chamberlain e del suo staff per nascondere il proprio coinvolgimento nel raid o, quanto meno, per negare di averne conosciuta l'esistenza.
In una recensione a questo saggio Alan Cousins osserva che dagli scritti di Graham Bower, che all'epoca dei fatti era segretario del governatore generale della Colonia del Capo Hercules Robinson, «emergono un certo numero di importanti argomenti di discussione ... fra cui il più stimolante è probabilmente il suo racconto di come venne trasformato in capro espiatorio all'indomani del raid: "dato che si pretendeva di trovare un capro espiatorio, mi disposi a servire il mio paese anche in tale veste"» e fa notare come «appaia molto evidente un chiaro senso del suo rigido codice d'onore, oltre alla convinzione che non solo l'unità, la pace e il benessere del Sudafrica, ma anche la pace in Europa sarebbero state in pericolo se avesse rivelato la verità. Egli riteneva che, avendo dato a Cecil Rhodes la propria parola di non divulgare certe conversazioni private, non potesse fare altro che tener fede a tale promessa; nello stesso tempo si era convinto che sarebbe risultato molto dannoso per la Gran Bretagna se egli avesse riferito alla commissione parlamentare qualcosa riguardo allo stretto coinvolgimento di Hercules Robinson e Joseph Chamberlain nel loro disdicevole incoraggiamento alle macchinazioni per provocare una rivolta a Johannesburg.»
Da ultimo Cousins considera che «nelle sue riflessioni, Bower esprime un giudizio di condanna nei confronti di Chamberlain, accusandolo di aver "mentito spudoratamente" al parlamento e di aver esposto falsità nei documenti resi pubblici per l'inchiesta. Nella relazione della commissione Bower fu considerato colpevole di complicità, mentre nessuna accusa venne mossa contro Chamberlain o Robinson. Il nome di Bower non venne mai riabilitato nel corso della sua vita, e non fu mai più reintegrato in quella che egli riteneva la sua giusta posizione nel servizio coloniale: in effetti, fu degradato al ruolo di segretario coloniale nelle Mauritius. Dai suoi commenti traspaiono chiaramente amarezza e disinganno.»